# Nibelungar
Nibelungar är en sydgermansk sagoätt, vars motsvarighet i nordisk mytologi kallas niflungar och även gjukungar (jämför Gjuke). Niflungarna hade mellanhavanden med Sigurd Fafnesbane och de förvärvade hans drakskatt.
Sången Nibelungenlied härstammar från södra Tyskland kring 1200-talet.
| Nibelungar             | Niflungar (Gjukungar)             |
| ---------------------- | --------------------------------- |
| Krimhild (Grimhild)    | Gudrun Gjukadotter (Gjukesdotter) |
| Günther                | Gunnar Gjukason (Gjukesson)       |
| Siegfried              | Sigurd Fafnesbane                 |
| Brünhilde (Brünnhilde) | Brynhild                          |